# Critérium Internacional
El Critérium Internacional fue una carrera de ciclismo profesional por etapas que se disputaba en Francia, el último fin de semana de marzo. 
La prueba tenía una duración de dos días, durante los cuales se disputaban tres etapas, que agrupaban las tres principales especialidades del ciclismo en ruta: llano, montaña y contrarreloj.
A lo largo de su historia tuvo varias categorías pero siempre como carrera profesional. Desde la creación de los Circuitos Continentales UCI en 2005 se incorporó al UCI Europe Tour dentro la máxima categoría de estos circuitos: 2.HC.
La competición fue creada en 1932 por el periodista deportivo del Paris-Soir, Gaston Benac con el nombre de Critérium Nacional y estaba reservada para ciclistas franceses. Comenzó como una carrera de un día, recorriendo el Valle de Chevreuse y con final en el velódromo del Parque de los Príncipes. Durante la Segunda Guerra Mundial, de 1941 a 1943, se llevó a cabo dos carreras cada año: una en la zona ocupada y la otra en la zona libre.
A partir de 1959, buscando llegar a distintas partes de Francia cambió su lugar de recorrido anualmente. Mediodía-Pirineos, Alta y Baja Normandía, Provenza-Alpes-Costa Azul fueron algunas de las regiones donde se disputó. En 1960 se corrió en la Argelia francesa, en Orán. De 1963 a 1966 se disputó en el formato carrera por etapas, que adoptaría definitivamente en 1978. Ese mismo año, fue permitido que corrieran ciclistas extranjeros, miembros de equipos franceses y Joop Zoetemelk fue el primer foráneo en ganar la carrera en 1979. A partir de 1981, la prueba fue abierta a todos los extranjeros y adoptó el nombre Critérium internacional.
Desde 2001 a 2009, la carrera se llevó a cabo en Charleville-Mézières en el departamento de las Ardenas y a partir de 2010 en Porto-Vecchio, Córcega. En noviembre de 2016, Amaury Sport Organisation, propietaria del Tour de Francia y organizadora de la prueba, anunció que no continuaría desarrollando el evento.

## Palmarés
| Año                     | Ganador                            | Segundo                            | Tercero              |
| ----------------------- | ---------------------------------- | ---------------------------------- | -------------------- |
| Critérium Nacional      |                                    |                                    |                      |
| 1932                    | Léon Le Calvez                     | Pierre Magne                       | Maurice Archambaud   |
| 1933                    | André Leducq                       | Georges Speicher                   | Jean Bidot           |
| 1934                    | Roger Lapébie                      | Jules Merviel                      | René Le Grevès       |
| 1935                    | René Le Grevès                     | René Vietto                        | Antonin Magne        |
| 1936                    | Paul Chocque                       | Fernand Mithouard                  | Arthur Debruyckere   |
| 1937                    | Roger Lapébie y René Le Grevès     | Roger Lapébie y René Le Grevès     | Pierre Cloarec       |
| 1938                    | Pierre Jaminet                     | Pierre Cloarec                     | Sauveur Ducazeaux    |
| 1939                    | André Deforge                      | Marcel Laurent                     | Pierre Jaminet       |
| 1940                    | Émile Idée                         | André Desmoulins                   | André Deforge        |
| 1941                    | Yvan Marie                         | André Desmoulins                   | Albert Goutal        |
| 1941                    | Benoît Faure                       | Pierre Cogan                       | Aldo Bertocco        |
| 1942                    | Émile Idée                         | Raymond Louviot                    | Raymond Guegan       |
| 1942                    | Aldo Bertocco                      | Joseph Soffietti                   | Marcel Laurent       |
| 1943                    | Émile Idée                         | Georges Blum                       | Raymond Guegan       |
| 1943                    | Louis Gauthier                     | Emile Rol                          | André Deforge        |
| 1944                    | Roger Piel                         | Louis Thiétard                     | Aimable Denhez       |
| 1945                    | Joseph Goutorbe                    | Manuel Huguet                      | Émile Idée           |
| 1946                    | Kleber Piot y Camille Danguillaume | Kleber Piot y Camille Danguillaume | Lucien Boda          |
| 1947                    | Émile Idée                         | Emile Carrara                      | Urbain Caffi         |
| 1948                    | Camille Danguillaume               | Émile Idée                         | Victor Pernac        |
| 1949                    | Émile Idée                         | Raymond Lucas                      | Antonin Rolland      |
| 1950                    | Pierre Barbotin                    | Guy Lapebie                        | Louis Deprez         |
| 1951                    | Louison Bobet                      | Pierre Barbotin                    | Robert Desbats       |
| 1952                    | Louison Bobet                      | Robert Varnajo                     | Bernard Gauthier     |
| 1953                    | Robert Desbats                     | Jacques Dupont                     | Gilbert Loof         |
| 1954                    | Roger Hassenforder                 | Raoul Remy                         | Bernard Gauthier     |
| 1955                    | René Privat                        | Pierre Molineris                   | Bernard Gauthier     |
| 1956                    | Roger Hassenforder                 | Louis Caput                        | Jean Forestier       |
| 1957                    | Jean Forestier                     | Louison Bobet                      | Serge Blusson        |
| 1958                    | Roger Hassenforder                 | Raphaël Géminiani                  | Claude Colette       |
| 1959                    | André Darrigade                    | Fernand Picot                      | Jean Graczyk         |
| 1960                    | Jean Graczyk                       | Claude Colette                     | Jacques Anquetil     |
| 1961                    | Jacques Anquetil                   | André Darrigade                    | Jean Gainche         |
| 1962                    | Joseph Groussard                   | Jean-Claude Annaert                | Anatole Novak        |
| 1963                    | Jacques Anquetil                   | Raymond Poulidor                   | Joseph Velly         |
| 1964                    | Raymond Poulidor                   | Edouard Delberghe                  | Joseph Novales       |
| 1965                    | Jacques Anquetil                   | Raymond Poulidor                   | Jean-Claude Annaert  |
| 1966                    | Raymond Poulidor                   | Roger Pingeon                      | Jean-Claude Lebaube  |
| 1967                    | Jacques Anquetil                   | Raymond Poulidor                   | Raymond Delisle      |
| 1968                    | Raymond Poulidor                   | Jean Jourden                       | Roger Pingeon        |
| 1969                    | Gilbert Bellone                    | Raymond Delisle                    | Georges Chappe       |
| 1970                    | Georges Chappe                     | Lucien Aimar                       | Roland Berland       |
| 1971                    | Raymond Poulidor                   | Gilbert Bellone                    | Daniel Ducreux       |
| 1972                    | Raymond Poulidor                   | Alain Santy                        | Jean-Luc Molinéris   |
| 1973                    | Jean-Pierre Danguillaume           | Alain Santy                        | André Mollet         |
| 1974                    | Bernard Thévenet                   | Christian Raymond                  | Raymond Delisle      |
| 1975                    | Jacques Esclassan                  | André Corbeau                      | Jean Chassang        |
| 1976                    | Patrick Béon                       | Yves Hézard                        | Raymond Martin       |
| 1977                    | Jean Chassang                      | Raymond Delisle                    | Roland Berland       |
| 1978                    | Bernard Hinault                    | Michel Laurent                     | Yves Hézard          |
| Critérium Internacional |                                    |                                    |                      |
| 1979                    | Joop Zoetemelk                     | Bernard Hinault                    | Sven-Ake Nilsson     |
| 1980                    | Michel Laurent                     | Jean-René Bernaudeau               | Régis Ovion          |
| 1981                    | Bernard Hinault                    | Jacques Bossis                     | Régis Clère          |
| 1982                    | Laurent Fignon                     | André Chappuis                     | Marcel Tinazzi       |
| 1983                    | Sean Kelly                         | Jean-Marie Grezet                  | Joop Zoetemelk       |
| 1984                    | Sean Kelly                         | Pascal Simon                       | Stephen Roche        |
| 1985                    | Stephen Roche                      | Charly Berard                      | Sean Kelly           |
| 1986                    | Urs Zimmermann                     | Sean Kelly                         | Greg LeMond          |
| 1987                    | Sean Kelly                         | Stephen Roche                      | Pascal Simon         |
| 1988                    | Erik Breukink                      | Laurent Fignon                     | Robert Millar        |
| 1989                    | Miguel Induráin                    | Charly Mottet                      | Stephen Roche        |
| 1990                    | Laurent Fignon                     | Gilles Delion                      | Jean-Claude Leclercq |
| 1991                    | Stephen Roche                      | Gérard Rué                         | Charly Mottet        |
| 1992                    | Jean-François Bernard              | Gert-Jan Theunisse                 | Giorgio Furlan       |
| 1993                    | Erik Breukink                      | Tony Rominger                      | Alex Zülle           |
| 1994                    | Giorgio Furlan                     | Tony Rominger                      | Evgueni Berzin       |
| 1995                    | Laurent Jalabert                   | Vladislav Bobrik                   | Evgueni Berzin       |
| 1996                    | Chris Boardman                     | Michele Coppolillo                 | Mauro Gianetti       |
| 1997                    | Marcelino García Alonso            | Laurent Jalabert                   | Pascal Lino          |
| 1998                    | Bobby Julich                       | Davide Rebellin                    | Bo Hamburger         |
| 1999                    | Jens Voigt                         | David Millar                       | Andrei Teteriouk     |
| 2000                    | Abraham Olano                      | Juan Carlos Domínguez              | Alexandre Vinokourov |
| 2001                    | Rik Verbrugghe                     | José Alberto Martínez              | Jens Voigt           |
| 2002                    | José Alberto Martínez              | Lance Armstrong                    | David Moncoutié      |
| 2003                    | Laurent Brochard                   | Jens Voigt                         | David Moncoutié      |
| 2004                    | Jens Voigt                         | José Iván Gutiérrez                | Lance Armstrong      |
| 2005                    | Bobby Julich                       | Thomas Dekker                      | Jörg Jaksche         |
| 2006                    | Ivan Basso                         | Erik Dekker                        | Andriy Grivko        |
| 2007                    | Jens Voigt                         | Thomas Lövkvist                    | Alejandro Valverde   |
| 2008                    | Jens Voigt                         | Gustav Erik Larsson                | Luis León Sánchez    |
| 2009                    | Jens Voigt                         | František Raboň                    | Danny Pate           |
| 2010                    | Pierrick Fédrigo                   | Michael Rogers                     | Tiago Machado        |
| 2011                    | Fränk Schleck                      | Vasil Kiryienka                    | Rein Taaramäe        |
| 2012                    | Cadel Evans                        | Pierrick Fédrigo                   | Michael Rogers       |
| 2013                    | Chris Froome                       | Richie Porte                       | Tejay Van Garderen   |
| 2014                    | Jean-Christophe Péraud             | Mathias Frank                      | Tiago Machado        |
| 2015                    | Jean-Christophe Péraud             | Thibaut Pinot                      | Fabio Felline        |
| 2016                    | Thibaut Pinot                      | Pierre Latour                      | Sam Oomen            |

### Ciclistas con más victorias
| Ciclista               | Victorias | Años                         |
| ---------------------- | --------- | ---------------------------- |
| Émile Idée             | 5         | 1940, 1942, 1943, 1947, 1949 |
| Raymond Poulidor       | 5         | 1964, 1966, 1968, 1971, 1972 |
| Jens Voigt             | 5         | 1999, 2004, 2007, 2008, 2009 |
| Jacques Anquetil       | 4         | 1961, 1963, 1965, 1967       |
| Roger Hassenforder     | 3         | 1954, 1956, 1958             |
| Sean Kelly             | 3         | 1983, 1984, 1987             |
| Roger Lapébie          | 2         | 1934, 1937                   |
| Camille Danguillaume   | 2         | 1946, 1948                   |
| Louison Bobet          | 2         | 1951, 1952                   |
| Bernard Hinault        | 2         | 1978, 1981                   |
| Laurent Fignon         | 2         | 1982, 1990                   |
| Stephen Roche          | 2         | 1985, 1991                   |
| Erik Breukink          | 2         | 1988, 1993                   |
| Bobby Julich           | 2         | 1998, 2005                   |
| Jean-Christophe Péraud | 2         | 2014, 2015                   |

### Victorias por país
| País           | Victorias |
| -------------- | --------- |
| Francia        | 58        |
| Irlanda        | 5         |
| Alemania       | 5         |
| España         | 4         |
| Países Bajos   | 3         |
| Italia         | 2         |
| Estados Unidos | 2         |
| Reino Unido    | 2         |
| Bélgica        | 1         |
| Suiza          | 1         |
| Luxemburgo     | 1         |
| Australia      | 1         |